# Équipe de Moldavie des moins de 17 ans de football
Maillots
L'équipe de Moldavie de football des moins de 17 ans est constituée par une sélection des meilleurs joueurs moldaves de moins de 17 ans sous l'égide de la Fédération de Moldavie de football. De 1982 à 1992, elle a concouru sous la bannière de l'URSS.

## Parcours

### Parcours en Championnat d'Europe
- 1993 : Non inscrite
- 1994 : Non qualifiée
- 1995 : Non qualifiée
- 1996 : Non qualifiée
- 1997 : Non qualifiée
- 1998 : Non qualifiée
- 1999 : Non qualifiée
- 2000 : Non qualifiée
- 2001 : Non qualifiée
- 2002 : 1er tour
- 2003 : Non qualifiée
- 2004 : Non qualifiée
- 2005 : Non qualifiée
- 2006 : Non qualifiée
- 2007 : Non qualifiée
- 2008 : Non qualifiée
- 2009 : Non qualifiée
- 2010 : Non qualifiée
- 2011 : Non qualifiée
- 2012 : Non qualifiée
- 2013 : Non qualifiée
- 2014 : Non qualifiée
- 2015 : Non qualifiée
- 2016 : Non qualifiée
- 2017 : Non qualifiée
- 2018 : Non qualifiée
- 2019 : Non qualifiée
- 2020 - 2021 : Éditions annulées
- 2022 : Non qualifiée
- 2023 : Non qualifiée
- 2024 : Non qualifiée

### Parcours en Coupe du monde
| - 1985 : Non qualifiée - 1987 : Non qualifiée - 1989 : Non qualifiée - 1991 : Non qualifiée - 1993 : Non qualifiée - 1995 : Non qualifiée - 1997 : Non qualifiée - 1999 : Non qualifiée - 2001 : Non qualifiée - 2003 : Non qualifiée |  | - 2005 : Non qualifiée - 2007 : Non qualifiée - 2009 : Non qualifiée - 2011 : Non qualifiée - 2013 : Non qualifiée - 2015 : Non qualifiée - 2017 : Non qualifiée - 2019 : Non qualifiée - 2023 : Non qualifiée |